# Labichthys
Labichthys is een geslacht van straalvinnige vissen uit de familie van langbekalen (Nemichthyidae). Het geslacht is voor het eerst wetenschappelijk beschreven in 1883 door Gill & Ryder.

## Soorten
De volgende soorten zijn bij het geslacht ingedeeld:
- Labichthys carinatus (Gill & Ryder, 1883)
- Labichthys yanoi (Mead & Rubinoff, 1966)